# Psilotreta kisoensis
Psilotreta kisoensis là một loài Trichoptera trong họ Odontoceridae. Chúng phân bố ở miền Cổ bắc.